# 牧野親成
牧野 親成（まきの ちかしげ）は、江戸時代前期の大名。下総関宿藩2代藩主、丹後田辺藩初代藩主。江戸幕府京都所司代。丹後田辺藩牧野家2代。

## 生涯
慶長12年（1607年）、旗本で初代関宿藩主牧野信成の次男として生まれる。兄九右衛門の早世により嗣子となった。父から独立した旗本として取り立てられ、幼少期から3代将軍徳川家光の小姓などを務めた。寛永10年（1633年）1月に膳番に、8月に徒頭に任じられて上総高根村に1000石を与えられた。寛永19年（1642年）3月に書院番頭、寛永21年（正保元年・1644年）3月に父が関宿藩主になると共に4000石を加増、さらに父の旧領である武蔵足立郡石戸1000石を加増され、5000石の大身旗本となった。
正保4年（1647年）11月26日、父が病により隠居したため、1万7000石の関宿藩2代藩主となる（石戸5000石は父の養老料に充てられた）。慶安3年（1650年）に父が亡くなると養老料は3人の弟に分知、尹成へ2000石、永成・直成（成房）へそれぞれ1500石ずつ与えた。
承応2年（1653年）9月、久世広之や土屋数直らと共に4代将軍徳川家綱の御側として幕政に参与する。翌承応3年（1654年）11月28日に辞職した板倉重宗の後任の京都所司代に任じられ、河内高安郡内で1万石を加増された。明暦2年（1656年）8月4日には京都所司代であるという都合上、所領を関宿藩から河内石川郡・古市郡・摂津島上郡・島下郡に移封され2万2600石に加増、高安郡1万石と合わせて都合3万2600石となった。
就任当初は前任者重宗の影響力が絶大で、承応3年11月から翌承応4年（明暦元年・1655年）11月15日まで重宗は親成の補佐として京都に留まった。また以下の逸話も伝わり、重宗が所司代を退任した際、難しい訴訟をわざと5つほど判決せずに残し、それらについて自分の存念を書いたものを添えて親成に預けた。親成は重宗の添え書きに従ってその通りに裁いたが、京都の町衆は「周防守（重宗）さえ裁けなかったものを新任の人がすぐに裁いた」と褒め称え、それまで侮っていた親成を信頼したという（名将言行録）。ただし親成は、重宗が在任後期から始めた京都自治運営の規制を強化したため、後世に善政を施したと理想化された重宗と違い人口に膾炙しなかったとされている。
他にも、明暦3年（1657年）に出版規制を命じた禁令を出したこと、町の寄合の毎月2日開催を義務付けたことが挙げられる。寄合で重宗が作成した板倉重宗二十一ヶ条を読み上げることを定めたため、京都町人の守るべき基本法として人口に膾炙する読み物となった。
文化人との交流も見られ、黄檗宗萬福寺建立の寺地選定に与り隠元隆琦と親交を結ぶ。狩野探幽とも親交があり茶会に招かれたことがある他、明暦3年の明暦の大火で探幽の茶入「棚村」が江戸から京都へ持ち出され売りに出された時、棚村を購入した橘屋宗元から相談され所在を確認、探幽へ報せたことを感謝され、御礼として富士山図10幅対を頼み描かせたことが逸話として伝わっている。棚村は探幽が買い戻した後は親成が銘を入れて「都返り」と名付けられ、現在は「種村肩衝」と変わり野村美術館に保管されている。
寛文8年（1668年）5月16日に病のため京都所司代を辞任、後任に老中板倉重矩（重宗の甥）が京都所司代仮役に任じられた。同年に河内・摂津国内から丹後田辺藩3万5000石に移封された。藩政では田辺城の城門と櫓の再建、家臣団の整理や藩政の基礎固めに専念している。延宝元年（1673年）9月29日、家督を弟の富成に譲って隠居する。その後、剃髪して哲山と号した。延宝5年（1677年）9月23日に死去。享年71。

## 系譜
- 父：牧野信成（1578年 - 1650年）
- 母：鳥居忠政の養女 - 土岐定政の娘
- 正室：春光院 - 酒井忠勝養女、高木正縄の娘
- 生母不明の子女
  - 女子：建部政明正室、後に土岐頼殷継室
- 養子
  - 男子：牧野富成（1628年 - 1693年） - 弟、牧野信成の八男